# 正危軍
正危軍（せいきぐん）は、OZアカデミーの尾崎魔弓を中心とした、女子プロレスのヒールユニット。
特徴としてメンバー全員がそれぞれ凶器を愛用しており、さらにマネージャーとセコンドが積極的に試合に介入するなどヒール色が非常に強いユニットである。
また、普段はヒールで活動していないレスラーも所属しており、正危軍として活動する際は黒を基調としたコスチュームで試合をする事が多い。
加入条件として「ルックスの良さ」が求められる場合がある。

## 活動

### 2008年
2008年に尾崎魔弓を中心としてKAORU、井上貴子、悲恋、マネージャー・ポリス、と共に正危軍の前身「尾崎軍」を結成。
2008年8月10日に後楽園ホールで開催された「プラムの花咲くOZの国2008」の第５試合、アジャコングvs豊田真奈美戦にてお互いの名前を賭けた「改名シングルマッチ」を行い、アジャコングが勝利し、豊田は改名を迫られ「豊田魔波」に改名の後、9月11日OZアカデミー新宿FACE大会より尾崎軍入りを果たした。
2008年11月3日のOZアカデミー新宿FACE大会 第五試合にて、尾崎軍セコンドにタレントの国生さゆりがセコンドにつき、各スポーツ紙などでも報道された。尾崎魔弓は「もともとプライベートで交流はあった。今回は、国生がどうしてもやりたい、尾崎魔弓の力になりたい、というから今日はセコンドについてもらった。今後も可能な限りセコンドについてもらいたい。」とOZの事務局によるインタビューで語った。試合途中、アジャコングやAKINOに対し口喧嘩を売る場面もあり、尾崎軍の強力な助っ人として今後も参戦するということでOZ事務局は尾崎の意向を尊重し国生の件に関しては介入せず、ただし条件として「国生さゆりをリングには上げない」ということを忠告したという。

### 2009年
2009年9月6日に新宿FACEで行われた「OZ-Power is Everything」大会の第二試合「豊田魔波vs松本浩代」戦においてセコンドのポリス及び西尾美香が試合中、豊田に対し暴言を吐き途中退場・セコンドを放棄。また第五試合「輝優優 AKINO vs尾崎魔弓 KAORU」戦においてKAORUが尾崎に対しての誤爆が原因と思われる行為に試合途中で尾崎が、KAORUに対して制裁を加え控室に戻るなど内部亀裂が生じる。OZアカデミー事務局のインタビューでKAORUは「尾崎軍は分裂などしていない」と発言。またこのKAORUのコメントに対しての尾崎魔弓の返答は無かった。。
2009年10月11日、OZアカデミー新宿大会にて、豊田魔波がリング上で「昨年8月にアジャコングにリングネーム「豊田真奈美」を剥奪されたものの、9月21日札幌にて、そのアジャコングを倒し『OZアカデミー認定無差別級』のベルトを巻いた事により屈辱は果たした」との趣旨でマイクアピールをし、リングネーム改名。（元に戻す）
10月11日付けにて、豊田魔波は豊田真奈美とリングネームを改名の後、その為に利用した「尾崎軍にも用はない」と尾崎軍脱退を表明。
2009年11月15日新宿FACE大会にて行われた(王者組)輝優優 AKINO vs KAORU 井上貴子(挑戦者組)によるOZアカデミー認定タッグ選手権試合の
試合中盤からKAORUの一連の行動に対し激怒した尾崎魔弓が乱入。
KAORUに尾崎軍追放を宣言。KAORUも怒りをあらわにし、12月23日後楽園大会にて、両選手のノールールにおけるシングルマッチが決定。
2009年12月23日OZアカデミー後楽園ホール大会にて「ザ・ドレスアップワイルドファイト 2本連続先取 時間無制限 変則ノールールマッチ」で尾崎魔弓とKAORUが激突。
KAORUが用意したラダーの最上段から、尾崎魔弓は雪崩式ブレーンバスターでKAORUを有刺鉄線ボードへ叩き付けカウント３が入った。
試合後もKAORUに対し、尾崎軍が容赦なく攻撃を続けたが、突如アジャコングが乱入し尾崎軍を撃退、尾崎に対し「お前が調子に乗った時に、お前をぶっ潰すことが生きがい」とアピール。
尾崎は同軍の井上貴子を次回大会でのパートナーとして指名。アジャは立てないKAORUを担ぎバックへとひきあげた。
これにより2010年1月10日の新宿FACE大会でのタッグマッチが決定、さらに「JJ21　KAORU」vs「尾崎軍」の抗争へと発展していく。

### 2010年
2010年1月10日新宿FACE大会にてアジャコング KAORU組と尾崎魔弓 井上貴子組がノールールで激突。結果はレフリーストップでノーコンテスト。
試合後も乱闘が続き、OZ正規軍までもが止めに入るほどの大乱闘になった。
1月20日新木場1stリングで行われていた「プロレスリングWAVE」の大会にて、全試合終了後に尾崎魔弓、ポリスがリング上に乱入。
桜花由美を尾崎軍に勧誘したが、桜花はこれを拒否。
2月2日再び尾崎魔弓、ポリスがWAVEのリングに乱入。
尾崎は桜花にOZへの参戦を要求し、断るなら毎回WAVEの興行を潰すと宣言。
桜花は「今後乱入しないのなら一度だけ参戦する」と2月21日のOZ大会への参戦を表明。
2月21日のOZ新宿FACE大会にて
尾崎魔弓 井上貴子組とダイナマイト関西 桜花由美組が対戦。
結果はオザキックからの片エビ固めで尾崎が勝利。尾崎軍の度重なるセコンドの介入に納得のいかない桜花が
WAVE2・24新木場大会での再戦を要求しそれを尾崎が承諾して桜花由美vs尾崎魔弓の対戦が決定。
2010年2月24日WAVE新木場大会で桜花由美と尾崎魔弓が対戦。
試合後アジャコングが乱入し、抗争の続いている尾崎に対し攻撃をしかけるが
桜花はアジャに対し「アンタが来たから気が変わった。アジャを倒すために尾崎軍に入る。」と尾崎軍加入を宣言。
3月14日OZ新宿FACE大会より尾崎軍の一員としてOZのリングに継続参戦が決定。
2010年8月22日後楽園ホール大会でKAORUと尾崎魔弓が「～THE WIZARD OF OZ～ OZアカデミー認定無差別級選手権試合ザ・ドレスアップワイルドファイト LAST WOMAN STANDING MATCH」で対戦。
KAORUが負けたらOZ追放と、一方的な条件で両者が合意して試合は始まるかのように思えたが、試合直前に流れた映像には、控え室前で待機するKAORUの姿が映し出されKAORUは尾崎に対し、「尾崎は負けたら尾崎軍追放」という条件を映像で要求した。
試合は尾崎軍、JJ21が入り乱れ、凶器が飛び交うハードな試合となったが終盤アジャが尾崎をリングの鉄柱に手錠で拘束。カウント10が入りKAORUが勝者となった。
2010年11月3日　新宿FACE大会にて行われたKAORUと井上貴子によるOZアカデミー認定無差別級選手権試合の試合後、敗れた事によりKAORUの条件を聞くことになった貴子だったが
尾崎が乱入。「KAORUのいう事なんて聞かなくていい」と条件を切り捨てた。
だが貴子が尾崎に対し「アンタには関係ない。上から物を言うアンタが気に食わない。」と尾崎軍離脱を表明。
さらにその場でKAORUと井上貴子がタッグを組んだことにより、「JJ21」vs「KAORU・井上貴子」vs「尾崎軍」の抗争が勃発。

### 2011年
4月10日新宿FACE（3月13日予定の後楽園大会の中止に伴う代替興行）にて「～THE WIZARD OF OZ～OZアカデミー認定無差別級選手権試合 ザ・ドレスアップワイルドファイト時間無制限変則ルールマッチ」で
KAORU、尾崎魔弓、アジャコングが3WAYにて尾崎が負けた場合尾崎軍解散、アジャが負けた場合JJ21解散という条件で対戦。
試合途中の事故によりKAORUが負傷し3WAYは中止、再度、尾崎vsアジャで仕切り直しの末、アジャコングが勝利したため尾崎軍は解散。
OZ正規軍と合併することになった尾崎軍だったが、4月29日の大阪大会で尾崎が「OZは私が作った。OZアカデミーはヒールの学校。私（元尾崎軍）が正規軍」とマイクアピール。
5月22日新宿FACE大会にて「リアル正規軍決定シングル三番勝負」が行われた。
リアル正規軍決定シングル三番勝負は2対1で旧尾崎軍の勝利。正規軍統括権は旧尾崎軍のものとなりさらには、
8月21日横浜文体で行われたOZアカデミー認定無差別級選手権試合でベルトを奪取した尾崎が9月23日　新宿FACE大会メイン終了後にリング上で栗原あゆみ、松本浩代、輝優優、永島千佳世を新正規軍に強制加入させ、尾崎は「新正規軍しかベルトに挑戦出来ない」という挑戦者への条件を出したため中川ともかが新正規軍に加入しようとしたが尾崎に拒否されている。
10月16日新宿FACE大会から元尾崎軍(新生正規軍）が軍団名を「正危軍（セイキグン）」に改名。
輝優優、松本浩代がジャングルジャック21を脱退表明。正危軍へ正式加入。
OZの軍団闘争は「正危軍vs正危軍以外の選手」へ。
11月03日新宿FACE大会にて正危軍の一員、悲恋の引退に先立ち、OZアカデミーラストマッチが行われた。
12月18日 新宿FACEにて行われた「Starting Over」の第三試合「アジャコング＆カルロス天野 対 尾崎魔弓＆栗原あゆみ」の試合後、栗原あゆみが「ポリスが嫌い」だからと正危軍を拒否し正式に正危軍離脱を表明。

### 2012年
2月11日大阪大会にて尾崎魔弓プロデュースによる特別試合「ザ☆正危軍パラダイス」が行われた。
松本浩代 vs 紫雷美央戦では時間切れで紫雷美央の勝利。
試合後、2月26日新宿FACE大会での尾崎魔弓指名試合30分1本勝負「尾崎魔弓 対 紫雷美央」が決定。
2月26日新宿FACE大会にて尾崎魔弓指名試合「尾崎魔弓vs紫雷美央」シングルマッチ30分1本勝負が行われた。
結果尾崎が勝利したが、試合後紫雷美央を正危軍に勧誘。
これに対し美央は「尾崎と共通点が多いから」という理由で正危軍に加入した。
10月14日新宿FACE大会にて「輝優優引退ロード　シングルマッチ30分1本勝負　アジャコング　対　輝優優」の試合後、
自主興行と引退を控えた輝はJJ21を復活させるため正危軍離脱を表明。
さらに12月2日東京キネマ倶楽部 輝優優自主興行 ～Starlight≦Regret～にて松本浩代も正危軍離脱を表明した。

### 2013年
4月24日のOZ無差別級選手権試合から抗争が続いているAKINOと永島だったが
8月11日OZ新宿大会で行われたタッグマッチ「永島千佳世＆桜花由美vsAKINO＆花月」にて永島が試合終盤ハサミを持ち出し、AKINOの髪を切り裂く暴挙に出た。
さらに止めに入ったパートナーの桜花までも突き飛ばし、セコンドの西尾を威嚇。尾崎と伊東レフリーの髪までも切り裂き、これに激怒した尾崎が「正危軍裏切ったらどうなるか楽しみにしてろ」と9月15日横浜文化体育館大会で永島とのシングル対戦をその場で発表。
また、尾崎は永島との髪切りマッチを独断で決め、後日デイリースポーツ、会見で発表した。
8月31日大阪大会にて永島千佳世vs志田光の試合中尾崎が乱入。永島の髪を切り裂く報復にでた。
さらに永島から尾崎に対し「9月15日の髪切りマッチでは尾崎が負けた場合、セコンドの西尾も坊主になる」という条件を要求。
西尾は泣きながら要求を拒否したが尾崎が強引に承諾した。
9月11日インターネット生放送「東北力～伝えずにはいられない情報局～」に
正危軍の尾崎魔弓、西尾美香、桜花由美、紫雷美央、ポリスが出演。
番組中の流れで番組MCで共演したマルチアーティストのLIPも9月15日横浜文化体育館大会で行われる「永島千佳世vs尾崎魔弓with西尾美香」戦にて
セコンドとして特別参戦することが決定。
9月15日横浜文化体育館大会にて敗者髪切り変則条件付きシングルマッチ時間無制限1本勝負「尾崎魔弓with西尾美香vs永島千佳世」が行われた。
試合は西尾の介入もあり、尾崎の勝利。
試合後永島の断髪が行われ、尾崎に対し「お前との関係もすっきりさっぱりした」と正危軍離脱を正式に表明。
ここから正危軍と永島による抗争が始まる。
10月6日新宿大会で行われたAKINO・中川ともか・松本浩代vs尾崎魔弓・桜花由美・紫雷美央戦にて
試合終盤永島千佳世が乱入、セコンドの西尾の髪を切ろうとしたが美央が阻止。
だが逆に美央が永島に髪を切り裂かれてしまった。

### 2014年
2月9日新宿大会で行われた「ダイナマイト関西・アジャコング・永島千佳世vs尾崎魔弓・桜花由美・紫雷美央」戦では紫雷美央が勝利。
また永島がかねてから痛めていた左膝前十字靭帯を再度負傷。
一旦ここで正危軍と永島との抗争は一時休戦状態となる。
そしてこの大会からOZアカデミーに所属した紫雷美央に対し尾崎が所属記念として
「次回大会をプロデュースする権利」を与えた。
3月2日新宿大会にて～紫雷美央プロデュース興行～を開催した。
紫雷美央が考えた正危軍以外の選手に対する「嫌がらせカード」や「正危軍がOZのベルトを全部奪い取る計画」など
全5試合が行われ、「正危軍がOZのベルトを全部奪い取る計画」に関してはタッグ、シングル共に失敗に終わっている。
9月15日アイスリボン横浜ラジアントホール大会にて
尾崎魔弓with西尾美香vs松本都戦が行われる。
試合後、尾崎が松本都を正危軍に勧誘。
9月23日に行われるOZ新宿大会での来場、返答を要求した。
9月23日OZ新宿大会にて尾崎が試合後
来場していた松本都をリングに呼び込み勧誘の答えを要求。
他の正危軍メンバーが松本都の正危軍入りを嫌がり、松本本人も渋っていたが
尾崎が強制的に正危軍加入を決定させた。

### 2015年
2月8日新宿大会にて行われた尾崎魔弓指名試合「尾崎魔弓vs真琴」の試合後、尾崎が真琴を正危軍に勧誘。
だが真琴はこれを拒否したため、勧誘は失敗。
2月14日に第二回4団体合同興行「M.I.O」を終えた紫雷美央が2月16日ニコプロにて9月20日第五回4団体合同興行「M.I.O」後楽園ホール大会での引退を発表。
尾崎は「最後まで美央らしく、後悔しないで辞めていって欲しい。」と語った。
4月15日後楽園大会にて行われたOZの新勢力「MK4」（AKINO・加藤園子・花月・小林香萌）vs「正危軍」では
美央が加藤に敗北したものの、試合後に美央が加藤を挑発し次回大会での対戦が決定。
またこの試合から新勢力「MK4」との抗争が始まる。
6月7日OZ新宿FACE大会にて紫雷美央がAKINOの保持するOZアカデミー認定無差別級王座に挑戦、正危軍のアシストを受け勝利。
しかし同日夜開催のOZABUN興行でのベルト剥奪マッチで小林香萌に破れベルト剥奪、返上。
同ベルト最短となる保持期間0日となった。
試合後美央と尾崎がOZタッグ王者への挑戦を表明、次回大会にて挑戦が決定した。
7月19日OZ新宿大会にてOZアカデミー認定タッグ選手権試合「（挑戦者）尾崎魔弓・紫雷美央vs花月・小林香萌（王者）」が行われた。
試合は紫雷美央が頭突きで勝利。
紫雷美央は所属しているOZ・WAVE・ユニオン・アイスリボン全てのベルトを奪取したため「4冠王者」となった。
また8月23日に行われる横浜文化体育館大会にて同カードによる「タッグタイトル戦リターンマッチ」が行われる事も決定した。
9月18日新宿FACEにて正危軍興行「BAD END」を開催。
9月20日、紫雷美央が4団体合同興行第5回M.I.O「さよならみんなのお姉ちゃん」にて引退、正危軍脱退。
12月27日、尾崎のJWP認定無差別級王座取得以来、正危軍との抗争を続けていた中島安里紗が、JWP後楽園大会で正危軍加入を表明。

### 2016年
1月10日 新宿FACEで行われた「THE WIZARD OF OZ 2016」のメインイベント～THE WIZARD OF OZ～ OZアカデミー認定無差別級選手権試合シングルマッチ時間無制限1本勝負「加藤園子 vs 中島安里紗」戦よりJWP所属の中島安里紗が正式に正危軍デビューを果たす。
また、この日から尾崎の指名により2015年に引退して同年年末にレフェリーデビューを果たしていた紫雷美央が「レフェリーMIO」としてOZアカデミーに再び継続参戦。正危軍贔屓のレフェリングをするようになる。
3月14日、新宿FACE大会にて行われたOZアカデミー「正危軍興行2 ～BAD FRIENDS～」にて尾崎魔弓と雪妃真矢が、雪妃の7番勝負を兼ねたシングルマッチを行う。試合後、引退する西尾美香の後継者を探していた尾崎と、現状脱却を模索していた雪妃との思惑が一致。「雪妃魔矢」として正危軍入りが決定。また、藤本つかさも勧誘しようとしたが、「ポリスをやめさせろ」と拒否され、こちらは勧誘失敗。
3月20日、OZアカデミー後楽園ホール大会 「～V.I.P.～」にて西尾美香が引退。また正危軍として活動していた中島安里紗が試合中、パートナーである尾崎魔弓、正危軍を突如裏切り正危軍離脱を表明。
4月9日、OZアカデミー横浜大さん橋ホール大会にて雪妃真矢が「雪妃魔矢」として正危軍、ヒールデビュー。白い一本鞭を凶器として愛用する。

### 2017年
1月8日、新宿FACE大会、紫雷美央が産休に入る為、離脱。産休後は復帰し再びレフェリーとして活動。

## メンバーと凶器
- 尾崎魔弓（チェーン）
- 砂辺光久

## 元メンバーと凶器
- KAORU（机の破片）
- 豊田真奈美
- 井上貴子（スタンガン）
- 栗原あゆみ
- 悲恋
- 輝優優
- 松本浩代
- 小松奈央
- 永島千佳世（松葉杖）
- 紫雷美央（コーンバー）
- 松本都 （汎用うさぎの、ぬいぐるみ）
- 中島安里紗
- 西尾美香（一本鞭）
- Alex Lee（バラ鞭）
- 桜花由美（バラ鞭）
- 雪妃魔矢（一本鞭）
- 安納サオリ（一本鞭）
- ポリス（チェーンとパイプ椅子）
- MIO
- 翔（サインスタンド）

## 試合で使用された凶器
- パイプ椅子
- 長机
- 毒霧
- 有刺鉄線ボード
- 蛍光灯
- 試合会場の備品やリングの組み立て用器具
- リングのロープ（外して相手に巻き付ける等）